# Großer Karutz
Koordinaten: 53° 6′ 37″ N, 13° 42′ 16″ O
Der Große Karutz ist ein Feuchtgebiet im Landkreis Uckermark, Brandenburg. 
Der heute verlandete Große Karutzsee liegt ebenfalls dort.
Der Große Karutz liegt eingebettet im Naturschutzgebiet Arnimswalde. Der Große Karutz ist größtenteils vermoort und weist nur wenige offene Wasserstellen auf. Es handelt sich um ein Basen- bzw. Kalk-Zwischenmoor mit Braunmoosen.